# Loxorhynchus grandis
Loxorhynchus grandis är en kräftdjursart som beskrevs av William Stimpson 1857. Loxorhynchus grandis ingår i släktet Loxorhynchus och familjen Pisidae. Inga underarter finns listade i Catalogue of Life.

## Bildgalleri

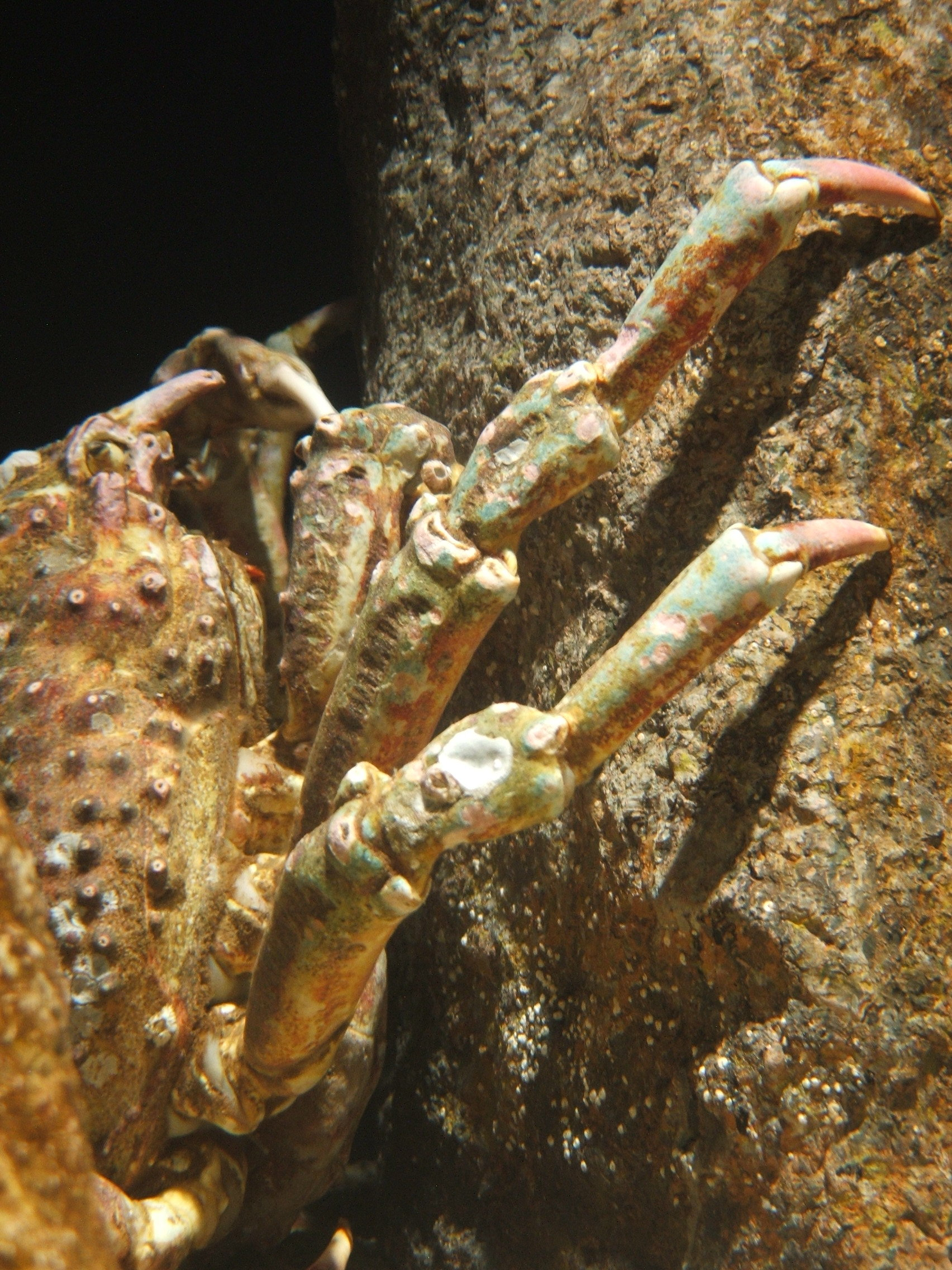
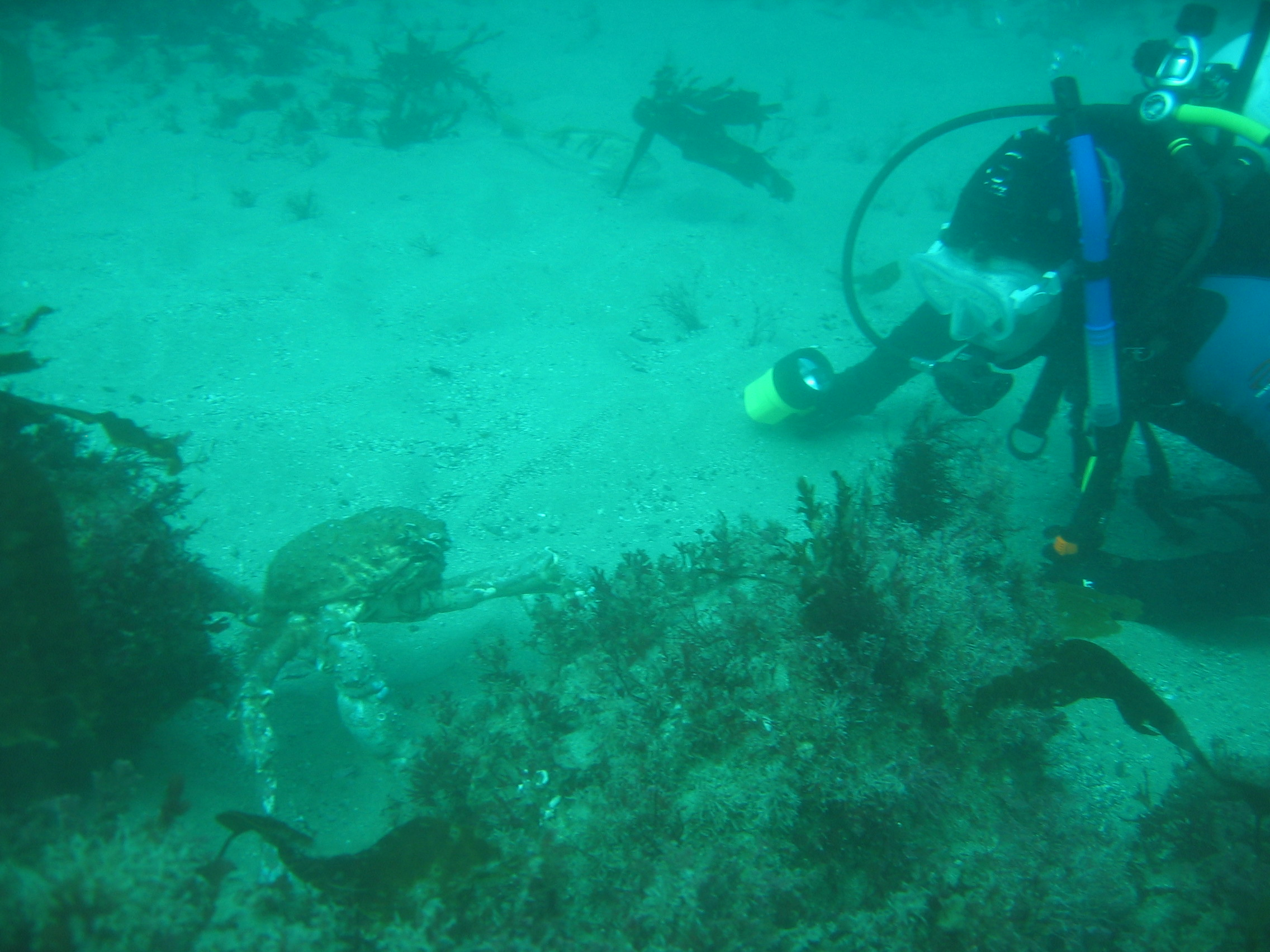
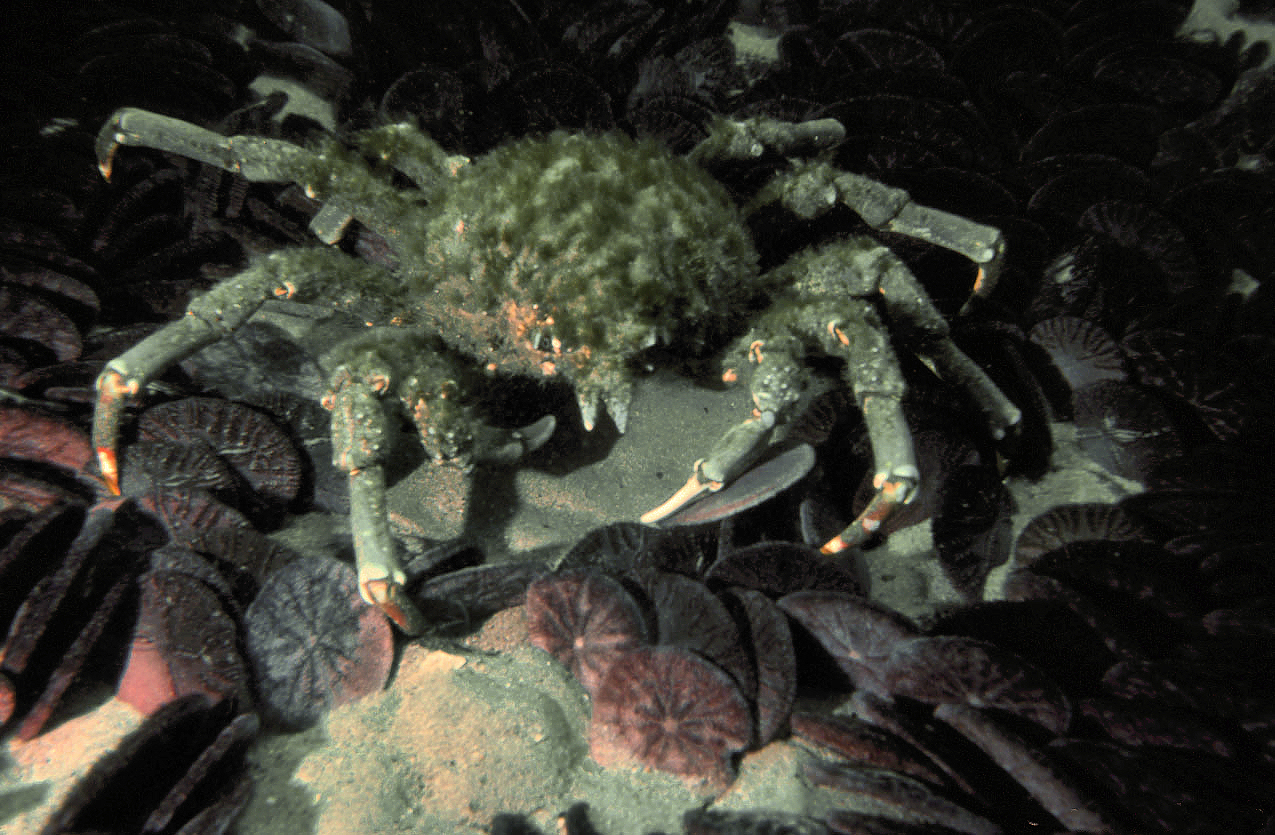